# Kiikoinen
Kiikoinen - dawna gmina w Finlandii, położona w południowo-zachodniej części kraju, należąca dawniej do regionu Satakunta. Obecnie przyłączona do gminy Sastamala w regionie Pirkanmaa.